# アル・アインFC
アル・アインFC（英語: Al Ain Football Club, アラビア語: نادي العين لكرة القدم）は、アラブ首長国連邦の首長国アブダビの都市アル・アインをホームタウンとするサッカークラブである。

## タイトル

### 国内タイトル
- UAEプロリーグ：14回
  - 1976-77, 1980-81, 1983-84, 1992-93, 1997-98, 1999-2000, 2001-02, 2002-03, 2003-04, 2011-12, 2012-13, 2014-15, 2017-18, 2021-22
- UAEプレジデントカップ：7回
  - 1998-99, 2000-01, 2004-05, 2005-06, 2008-09, 2013-14, 2017-18
- UAEスーパーカップ：5回
  - 1995, 2003, 2009, 2012, 2015
- UAEリーグカップ：2回
- 2008-09, 2021-22

### 国際タイトル
- AFCチャンピオンズリーグ：2回 
  - 2003, 2024
- ガルフ・クラブ・チャンピオンズカップ：1回
  - 2001

## 現所属メンバー
2023年8月30日現在
注：選手の国籍表記はFIFAの定めた代表資格ルールに基づく。
| No. | Pos. |                  | 選手名                       |
| --- | ---- | ---------------- | ---------------------------- |
| 1   | GK   | アラブ首長国連邦 | ムハンマド・アボ・サンダー   |
| 3   | DF   | アラブ首長国連邦 | クアム・オトンヌ             |
| 4   | DF   | アラブ首長国連邦 | ムハンマド・アリ・シャーキル |
| 5   | MF   | 大韓民国         | 朴鎔宇                       |
| 6   | MF   | アラブ首長国連邦 | ヤフヤ・ナーデル             |
| 7   | MF   | イスラエル       | オメル・アツィリ             |
| 8   | MF   | アラブ首長国連邦 | ムハンマド・アッバース       |
| 9   | FW   | トーゴ           | コジョ・フォ＝ドー・ラバ     |
| 10  | MF   | パラグアイ       | カク                         |
| 11  | MF   | アラブ首長国連邦 | バンダル・アル＝アフバービー |
| 12  | GK   | アラブ首長国連邦 | スルターン・アル＝マンスーリ |
| 13  | MF   | アラブ首長国連邦 | アハマド・バルマーン         |
| 15  | DF   | アラブ首長国連邦 | エリキ                       |
| 16  | DF   | アラブ首長国連邦 | ハーリド・アル＝ハーシェミー |
| 17  | GK   | アラブ首長国連邦 | ハーリド・イーサ             |
| 18  | MF   | アラブ首長国連邦 | ハーリド・アル＝バローシー   |

| No. | Pos. |                  | 選手名                         |
| --- | ---- | ---------------- | ------------------------------ |
| 20  | MF   | アルゼンチン     | マティアス・パラシオス         |
| 21  | MF   | モロッコ         | スフィアン・ラヒミ             |
| 22  | MF   | アラブ首長国連邦 | ファラーフ・ワリード           |
| 26  | MF   | アラブ首長国連邦 | アハマド・アル＝カーテシュ     |
| 27  | MF   | アラブ首長国連邦 | スルターン・アル＝シャームシー |
| 30  | MF   | アラブ首長国連邦 | ハージム・ムハンマド           |
| 36  | GK   | アラブ首長国連邦 | アーメル・アル＝ファレーシー   |
| 42  | MF   | ブラジル         | ジョナタス・サントス           |
| 44  | DF   | アラブ首長国連邦 | サイード・ジュマー             |
| 46  | DF   | マリ共和国       | ドラマヌ・クマレ               |
| 50  | DF   | アラブ首長国連邦 | マーネア・アル＝シャームシー   |
| 66  | DF   | アラブ首長国連邦 | マンスール・アル＝シャームシー |
| 70  | MF   | マリ共和国       | アブドゥル・カリム・トラオレ   |
| 77  | FW   | ナイジェリア     | リルワヌ・サルキ               |
| 90  | FW   | アラブ首長国連邦 | イーサ・ハルファーン           |
| 99  | FW   | コンゴ共和国     | ジョスナ・ルレンド             |

監督
 ヴラディミル・イヴィッチ

## 歴代監督
- ミリャン・ミリャニッチ 1984-1986
- ゼ・マリオ 1988-1990
- ロリ・サンドリ 1996
- アンゲル・ヨルダネスク 2001-2002
- ブルーノ・メツ 2002-2004
- アラン・ペラン 2004
- ミラン・マチャラ 2005-2006
- アンゲル・ヨルダネスク 2006
- ワルテル・ゼンガ 2007
- チッチ 2007
- ヴィンフリート・シェーファー 2007-2009
- トニーニョ・セレーゾ 2009-2010
- アレッシャンドレ・ガーロ 2010-2011
- コスミン・オラロイ 2011-2013
- ホルヘ・フォサッティ 2013
- キケ・サンチェス・フローレス 2013-2014
- ズラトコ・ダリッチ 2014-2017
- ゾラン・マミッチ 2017-2019
- フアン・カルロス・ガリード 2019
- イヴァン・レコ 2019
- ペドロ・エマヌエル 2020-2021
- セルゲイ・レブロフ 2021-2023
- アルフレト・スフリューデル 2023
- エルナン・クレスポ 2023-2024
- レオナルド・ジャルディム 2024-2025
- ヴラディミル・イヴィッチ 2025-

## 歴代所属選手
- アベディ・ペレ 1998-2000
- セルヒオ・ベルティ 2000
- アブドゥル・カデル・ケイタ 2001-2002
- ブバカル・サノゴ 2002-2005
- ファルハード・マジーディー 2003
- バシャール・アブドゥッラー 2003-2004
- ロドリゴ 2003-2004
- ロベルト・アクーニャ 2004
- エジウソン 2004-2005
- ムスタファ・ハッジ 2004-2005
- マウリシオ・モリーナ 2004-2005
- ルイス・テハダ 2005
- ドド 2006
- イブラヒム・ディアキ 2006, 2013-2019, 2023-
- ケリー 2006-2007
- ハワル・ムラ・モハメド 2007
- ナシャト・アクラム 2007-2008
- ホルヘ・バルディビア 2008-2010
- オマル・アブドゥッラフマーン 2008-2018
- ムハンマド・アブドゥッラフマーン 2008-2021
- エメルソン 2009-2010
- ホセ・サンド 2009-2011
- 李浩 2010
- バンダル・アル＝アフバービー 2010-2012, 2016-
- カレド・アブドゥッラフマーン 2010-2019
- ヤセル・アル＝カフタニ 2011-2012
- イグナシオ・スコッコ 2011-2013
- ミレル・ラドイ 2011-2014
- アサモア・ギャン 2011-2015
- アレックス・ブロスケ 2012-2014
- ミシェル・バストス 2013-2014
- ハーリド・イーサ 2013-
- アハマド・バルマーン 2013-
- バカリ・サレ 2014
- ミロスラフ・ストッフ 2014-2015
- エマヌエル・エメニケ 2015-2016
- フェリペ・バストス 2015-2016
- ライアン・バベル 2015-2016
- ドウグラス 2016-2018
- ダニーロ・アスプリージャ 2016-2019
- アーメル・アブドゥッラフマーン 2016-2019
- カイオ・ルーカス 2016-2019
- ナシル・アルシャムラニ 2017
- マルクス・ベリ 2017-2018
- 塩谷司 2017-2021
- サイード・ジュマー 2017-
- ハーリド・アル＝バローシー 2018-
- ヤフヤ・ナーデル 2018-
- トンゴ・ドゥンビア 2019
- カイオ・カネド 2019-2023
- コジョ・フォ＝ドー・ラバ 2019-
- ジュジャーク・バラージュ 2020
- バウイルジャン・イスラムハン 2020-2021
- エリキ 2020-
- 中島翔哉 2021
- ヤシン・メリアー 2021-2022
- ムハンマド・アッバース 2021-
- クアム・オトンヌ 2021-
- スフィアン・ラヒミ 2021-
- ダニーロ・アルボレダ 2022-2023
- アンドリー・ヤルモレンコ 2022-2023
- マティアス・パラシオス 2022-
- ティン・イェドヴァイ 2023
- オメル・アツィリ 2023-
- ハーリド・アル＝ハーシェミー 2023-
- カク 2023-
- アブドゥル・カリム・トラオレ 2023-
- 朴鎔宇 2023-